# Filipp Wassiljewitsch Owsjannikow

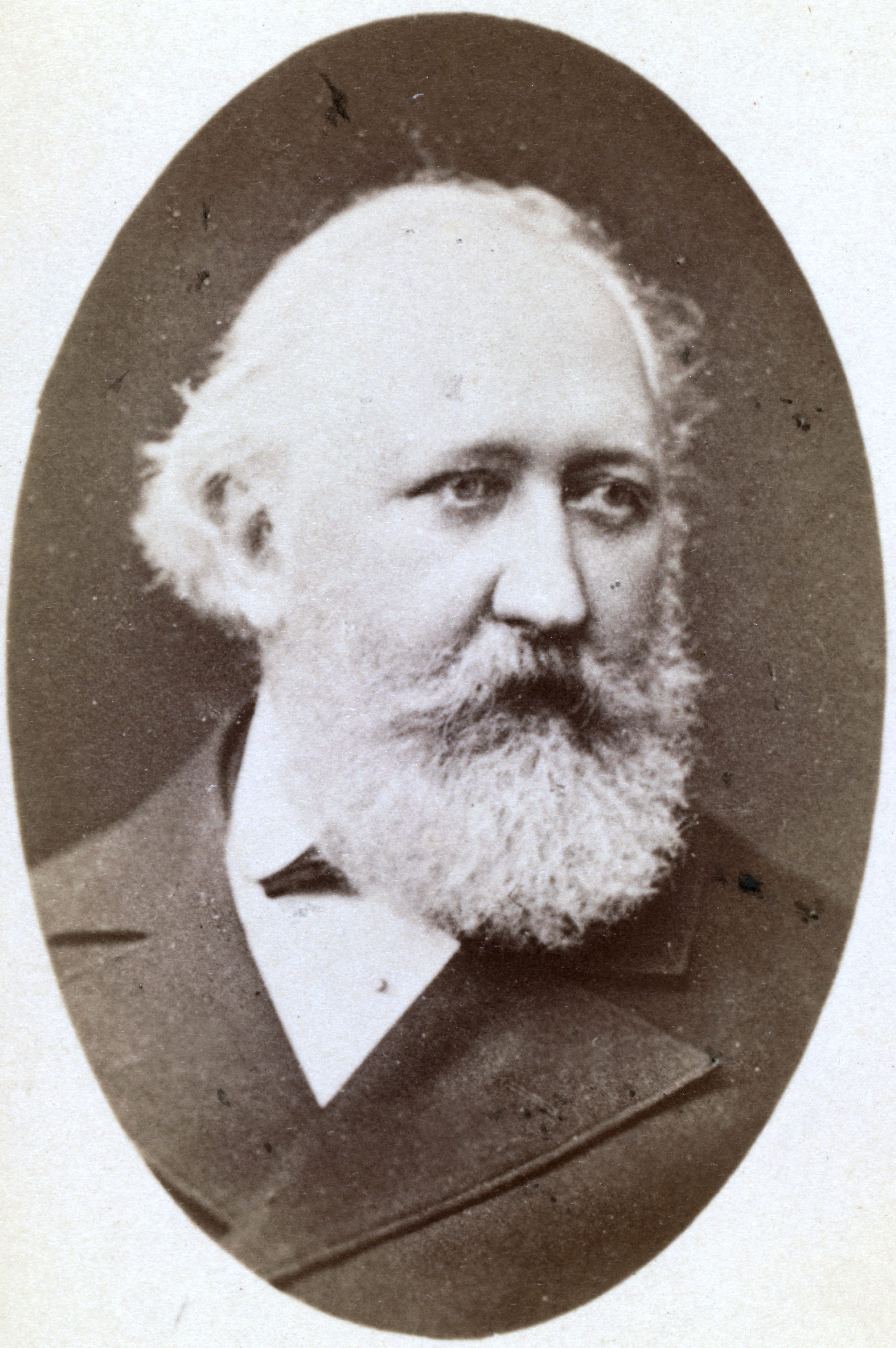
Owsjannikow

Filipp Wassiljewitsch Owsjannikow, russisch Филипп Васильевич Овсянников, englische Transkription Filipp Ovsyannikov; (* 14. Juni 1827 in Sankt Petersburg; † 25. Mai 1906) war ein russischer Physiologe, Anatom, Histologe und Embryologe.

## Leben
Owsjannikow besuchte die Peter-und-Paul-Schule in Sankt Petersburg und studierte an der Kaiserlichen Universität Dorpat mit dem Abschluss 1853 (Promotion 1854). Anschließend absolvierte er bis 1856 seine klinische Ausbildung in Sankt Petersburg.  Er war 1860 bei Claude Bernard in Paris und 1869 bei Carl Ludwig in Leipzig.  1858 bis 1862 lehrte er an der Universität Kasan Physiologie und Pathologie und 1864 bis 1886 war er Professor für Anatomie und Physiologie (später auch Histologie und Embryologie) an der Universität Sankt Petersburg und der Akademie der Wissenschaften. Dort gründete er 1864 das Physiologische Labor der Akademie der Wissenschaften. 1864 wurde er zum ordentlichen Mitglied der Akademie der Wissenschaften gewählt.
Er befasste sich mit Physiologie des Nervensystems und wies die Existenz eines Vasomotorischen Zentrums nach in der Medulla oblongata und bestimmte dessen Ausdehnung (1871). Er war ein Pionier der Histologie in Russland.
Er gilt in Russland auch als Begründer der künstlichen Befruchtung in der Störzucht, wofür er die Goldmedaille der Freien Ökonomischen Gesellschaft erhielt. Er war zuvor 1856 vom Fischereiministerium an die Wolga und das Kaspische Meer zum Studium der Fischerei geschickt worden. Er war mehrfach an der Zoologischen Station in Neapel und befasste sich mit zoologischen Themen wie der Entwicklung des Flussneunauges.
Zu seinen Schülern gehören Iwan Petrowitsch Pawlow und Elias von Cyon.